# Christian Roßkopf
Christian Roßkopf (* 13. Januar 1930; † 2. Februar 2020) war ein deutscher Politiker (SPD), der über 25 Jahre von 1969 bis 1995 als Oberbürgermeister der Stadt Speyer amtierte. Er war seit 1956 verheiratet und hatte zwei Söhne. Nach seiner politischen Karriere war er noch viele Jahre für die Sparkassen, das Genossenschaftswesen und in der Entwicklungshilfe tätig.

## Leben

### Studium und Ämter in der Evangelischen Kirche der Pfalz
Christian Roßkopf studierte in Mainz und Freiburg Rechts- und Staatswissenschaften und wurde 1956 in Freiburg mit einem Thema im französischen Recht promoviert. Seine juristische Ausbildung hat er 1957 mit der Befähigung zum Richteramt abgeschlossen.
Für die Evangelische Kirche der Pfalz (Protestantische Landeskirche) war er zunächst als Kirchenjurist und zuletzt als juristischer Oberkirchenrat im Protestantischen Landeskirchenrat für die Pfalz tätig.

### Politische Karriere
Seit 1962 war Christian Roßkopf Mitglied der SPD. 1968 zum Oberbürgermeister von Speyer gewählt, war er nach Wiederwahlen 1979 und 1989 bis 1995 in diesem Amt tätig. Ebenso lang war er aktiv im Vorsitz des Städtetags Rheinland-Pfalz. Neben seinem Hauptamt als Oberbürgermeister war er Mitglied des Präsidiums des Deutschen Städtetags und sowohl in Gremien der Verwaltungsmodernisierung, der Medienaufsicht und des Sparkassenverbands Rheinland-Pfalz engagiert.
Städtepartnerschaften und kommunale Projekte auf europäischer Ebene haben ihn mit vielen Ländern des Kontinents – von Norwegen bis nach Portugal und von Frankreich bis Russland – in Kontakt gebracht. Seine dienstliche Tätigkeit (für die OECD) hat ihn mehrfach in die USA geführt.

### Aktivitäten im Ruhestand
Nach seinem Ausscheiden aus dem aktiven Dienst hat er 15 Jahre lang die Aufgabe der Schlichtungsstelle der Sparkassenorganisation in Rheinland-Pfalz wahrgenommen.
Für den Senior Expert Service (SES) und als Gutachter für das Bundesministerium für wirtschaftliche Zusammenarbeit und Entwicklung sowie im Auftrag der Deutschen Gesellschaft für Technische Zusammenarbeit (GTZ) war er in Polen, Mauretanien und Äthiopien tätig.
Sein Interesse galt dem Genossenschaftswesen (u. a. im Aufsichtsrat der Gemeinnützigen Baugenossenschaft Speyer bis 2011) und dem Austausch zwischen Wissenschaft und Politik, Wirtschaft und Verwaltung in der Johann-Joachim-Becher-Gesellschaft, deren Vorsitz er sechs Jahre lang ebenso innehatte wie den Vorsitz der daraus entstandenen Stiftung.

## Ehrungen
- 1990: Bundesverdienstkreuz 1. Klasse
- Großes Bundesverdienstkreuz
- Chevalier des Ordre national du Mérite
- Ehrensenator der Deutschen Universität für Verwaltungswissenschaften Speyer.[5]

## Veröffentlichungen (Auswahl)
- Schuld und Strafe – Gedanken zur Strafrechtsreform. In: Monatsschrift für Kriminologie und Strafrechtsreform 43. Jahrbuch, Heft 3/4, Oktober 1960.
- Rechtsfragen der Architekturfotografie. In: architekturfotografie, Verlag großbildtechnik, München 1964, S. 201–224.
- Staat und Kirche des 19. und 20. Jahrhunderts im Spiegel verfassungsrechtlicher Zeugnisse. In: Kirche und Staat im 19. und 20. Jahrhundert. Veröffentlichungen der Arbeitsgemeinschaft für das Archiv- und Bibliothekswesen in der evangelischen Kirche, Band 7, 1968 und veröffentlicht in: Blätter für Kirchengeschichte und religiöse Volkskunde, Jahresband 1968, 35. Jahrgang S. 46–91.
- Speyer, du Heimat des Rechts. Ansprache zum 450-jährigen Jubiläum des Reichskammergerichts in der Verwaltungshochschule Speyer. In: Vierteljahreshefte des Verkehrsvereins Speyer, Herbst 1977.
- Lieber Bürger als Kunde – Die Privatisierung öffentlicher Leistungen ist kein Allheilmittel gegen Ineffizienz. In: Die Zeit, Nr. 38/1992, S. 30.
- Deutschland braucht kräftige Gemeinden als tragfähiges Fundament für Europa. In: Handelsblatt vom 28. Juli 1992, S. 6.
- Wir haben hier keine bleibende Stadt, aber die zukünftige suchen wir. In: Rede zur Verabschiedung aus dem Amt des Oberbürgermeisters. Herausgegeben von der Stadtverwaltung Speyer, 1995.
- Der Merkantilismus Johann Joachim Bechers und die aktuelle Privatisierungsdebatte. öffentlicher Vortrag für die JJ-Becher-Gesellschaft aus Anlass des 360. Geburtstags JJ Bechers in der Hochschule für Verwaltungswissenschaften Speyer, abgedruckt in Heft Nr. 7 der Schriftenreihe der JJ-Becher-Gesellschaft, 1995.
- Die Entwicklung der Kommunalverfassung in Rheinland-Pfalz seit dem Wiederbeginn kommunaler Selbstverwaltung. In: 50 Jahre Städtetag Rheinland-Pfalz. Festschrift zum 50-jährigen Bestehen des Städtetags Rheinland-Pfalz, herausgegeben von Christof Wolff und Gunnar Schwarting. 1997, S. 25–48.
- Johann Joachim Becher als politischer Berater. In: Politik und Verwaltung auf dem Weg in die transindustrielle Gesellschaft. Festschrift zum 65. Geburtstag von Carl Böhret. Baden-Baden 1998, S. 339 ff.
- Der Genossenschaftsgedanke im „funktionalen Staat“. In: Zeitschrift für das gesamte Genossenschaftswesen, Band 50 (2000) Heft 2, S. 102–113.
- Eugen Jäger – ein Pionier der deutschen Genossenschaftsbewegung. In: Gemeinnützige Baugenossenschaft Speyer (GBS) (Hrsg.): Eugen Jäger und die deutsche Genossenschaftsbewegung (= Schriftenreihe Band 1). 2004, S. 63–95.
- Die pfälzischen Haingeraiden – eine Urform des Genossenschaftswesens. In: Schriftenreihe der Gemeinnützigen Baugenossenschaft Speyer e.G. Band 3. 2009, S. 48–66.